# 花房職秀
花房 職秀（はなぶさ もとひで）は、戦国時代から江戸時代初期にかけての武将。宇喜多氏、徳川氏の家臣。美作荒神山城城主。花房職勝（職治）の子。初めに職秀と名乗り、後に職之と改名。

## 生涯

### 若年期
天文18年（1549年）、花房職勝（職治）の子として誕生。生国は美作国という。花房氏は清和源氏足利氏の末裔と称するが、真偽は不明である。
花房職秀は幼少時には浪人の身で、初め湯原甚兵衛に仕え15、6歳となったが、囲碁の相手を突き殺して退出し、明石景行を頼み家臣となった。
永禄8年（1565年）、三村家親は美作国へ出陣し、浦上宗景の軍勢と交戦した。永禄9年（1566年）2月9日、宇喜多直家が家親を暗殺すると、備中勢は美作国から帰陣した。同年、宗景は明石景行を美作国へ派遣し、中村則治の本拠院庄を攻略した。この時17歳の職秀は院庄神戸の合戦で組み討ち高名を挙げた
毛利元就は小早川隆景に美作国の平定を命じ、永禄11年（1568年）2月には美作国西部の高田城が攻略され、高田城と葛下城に毛利方の番衆が籠められた。3月には東部の倉敷城の江見久資が一門から離反され討たれた。これに対して宗景は出勢し、江見一族の鷹巣城や友野城を攻略した。この時19歳の職秀は鷹巣城主の江見次郎他1名を討ち取った。
永禄12年（1569年）6月、出雲国で尼子再興軍が挙兵し、伯耆国岩倉城では攻防戦が起きた。この時20歳の職秀は伯耆国南谷の城主小鴨弾正を攻め、一番槍を付けた。
7月には直家が織田信長と内通し、備前国赤坂郡平岡庄へと侵攻し、松田彦次郎ら浦上方国衆と交戦した。これに対し宗景は美作国衆を動員し額田与次郎右衛門尉の居城に集結させた。9月には直家は一転して宗景に謝罪し赦免された。

### 宇喜多直家への仕官
元亀元年（1570年）には、浦上・宇喜多勢が備中石川領へと侵攻した。この頃、職秀は宇喜多直家に気に入られ奉公し、始めは足軽大将の使役を勤めていた。備中国撫川芝場の城を攻城中の戸川秀安の元に引き揚げの命令を伝えに来た職秀が今にも落城するとみて先陣し、戸川勢も続き落城させた。
備中国日幡城主日幡八郎左衛門が宇喜多家へ与同し加勢を求め、職秀が本郷九郎左衛門に直家の意向を伝えたところ本郷は乗り気でなく、直家の元に戻った職秀自身が加番を申し出た。職秀と伊賀甚右衛門、赤枝氏らが日幡城に加番し堅固に防衛した。浦上・宇喜多勢は他に松島城などを降伏させ、8月には石川久式の本拠幸山城へ迫った。
職秀は日幡での功により備前国赤坂郡山口、斗有、由津里三ヶ村を賜り山口に城を築いた。そして近隣の苅田・軽部・額田氏と日々合戦し勝利した。在地領主の難波・苅田氏の一族を引き加え、伊田・平岡の領主を味方につけることで、美作国へ出勢した。。

### 荒神山城築城と対毛利戦線
元亀2、3年頃（1571、1572年頃）、職秀は美作国荒神山城を築城し在城した。近くの肥田左馬助・高橋四郎兵衛の拠る篠山城を攻め落とし、嵯峨山城も攻め取った。
次に院庄の城を攻め北方の神戸へと追撃、古川城を攻略した。元亀2年（1571年）4月のこととされる院庄の合戦において杉山宗三郎為国を討ち取り戦死した難波孫左衛門尉の跡目に関する措置を職秀が苔口宗十郎利長に命じている。草苅氏の持つ日詰城の出城である祝山城、枡形城、利元城の3城を次々落城させ、日詰城の相城を構え加番を籠めた。
次に久田の西屋城を落城させ苔口宗十郎を大将に兵を籠め、伯耆国への連絡路を確保した。元亀2年（1571年）6月には吉川元春が大山寺救護院を討伐するため伯耆国へ入った。尼子再興軍の亀井幸盛は大山寺支援のため末石城へ出陣し、宗景の軍6千とともに後巻きにする戦略を立てた。元春はこの動きを察知し、末石城を包囲し8月頃に亀井幸盛は元春に降伏、逃亡し、美作国へ落ち延びた。
浦上・宇喜多勢は備中国北部へも進出し元亀2年（1571年）3月以前に佐井田城を攻略していた。宗景は佐井田城を普請し、庄氏残党に守らせた。敷名元範を将とする備後勢が到着し、戦局が好転した毛利勢は備中国北部へ調略を進めた。三村元親は佐井田城を包囲するが、救援に現れた浦上・宇喜多・伊賀久隆を中核とする備前・美作勢と佐井田城下で9月4日に合戦が起きた。職秀は三村親成の家来山もとと槍を交わし高名を挙げた。三村勢は敗走し、三村親成が負傷、庄元資が前哨戦あるいはこの合戦で討死するなど大損害を被った。
職秀はその後、美作国月田城を武略により攻め取った。
天正5年（1577年）からは赤松氏・浦上氏と交戦、天正7年（1579年）に主君・宇喜多直家の命令で美作の後藤勝基の三星城を攻め、これを滅ぼした。その後の宇喜多氏は織田信長、豊臣秀吉に従属する。
文禄4年（1595年）、秀家に対して長船綱直を重用することを諫言したことで秀家の怒りを買い殺されそうになるが、秀吉の仲介によって一命は助けられ、徳川家康の斡旋もあって、常陸国の佐竹義宣に預けられた。この出来事は慶長4年（1599年）の宇喜多氏のお家騒動である「宇喜多騒動」の遠因となったとも言われている。
慶長5年（1600年）の関ヶ原の戦いでは徳川家康に与して活躍し、備中国高松において8220石の所領を与えられて、旗本寄合に列する。なお、関ヶ原の戦いで所領を失い慶長11年（1606年）に八丈島へ流罪となった旧主・秀家に対して、職秀は毎年20俵の米を送っていたとされる。
慶長19年（1614年）から翌年にかけての大坂の陣にも子らと参加し、老骨に鞭打って輿に乗りながら采配を執ったとされるがこの時には加増はなかった。
元和3年（1617年）2月11日、死去。享年69。墓所は職秀が花房家の菩提寺として建立した岡山県岡山市北区高松にある日蓮宗の寺院・高松山妙玄寺。職秀の死去により、嫡男の職則が家督と所領を継いだ。
なお、職秀の次男は初めは出家し池上本門寺の僧となっていたが家康の命で還俗し、慶長4年（1599年）には徳川四天王の一人である榊原康政の養子となって、榊原職直と名乗った。これは、康政の側室が花房氏であり、宇喜多騒動の際に康政が調停役を務めた縁によるものであろうと推測されている。また、実父・職秀が死去し、実兄の職則が家督と所領を継いだ際に、職則は8220石の所領の内から1000石を職直に分与したことにより、職直は旗本として独立して取り立てられ、後に長崎奉行などを勤めた。
更にその子孫は幕府旗本として存続した。幕末の剣豪の榊原鍵吉や東京女子医科大学の教授の榊原仟は、職直の後裔である。幕末の榊原本家当主榊原政敬の婿養子となり、榊原本家15代目・子爵家を相続した榊原政和はこの旗本家の出身であり、以降の榊原氏本家は職秀の血統となった。

## 人物評・逸話
職秀は武勇に優れた剛直の士であったと伝わっている。
職秀は誰にも憚ることなく諫言を行っていたことから、天正18年（1590年）の豊臣秀吉による小田原征伐に職秀も従軍した際においても、石垣山城で能や演芸などを行って一向に攻城戦を仕掛けない秀吉に不満を持ち、能が催されている秀吉の本陣の前を通り過ぎる際に下馬するよう咎められると、「戦場で能をして遊ぶような愚かで腰抜けの大将に下馬する必要はない」と言い放ち、そのまま通り過ぎた。これに激怒した秀吉は職秀の主君・宇喜多秀家に対して職秀の処刑を命じたが、秀家が命を了承して秀吉のもとから退出したところで考え直し、秀家を呼び戻して処刑ではなく切腹に変更するよう命じた。秀家が再び秀吉のもとを退出したところを再び考え直して秀家を呼び戻し、秀吉に対しても物怖じしない剛毅な物言いをする武将を殺すには惜しいとして逆に職秀に加増するよう命じたという逸話が『名将言行録』に収録されている。

## 花房職秀を主題とした作品
小説
- 司馬遼太郎「助兵衛物語」（新潮文庫・『おれは権現』 ISBN 4-06-131806-3 収録の短編）